# Wolfgang Seyfarth
Wolfgang Seyfarth (21 mai 1906 à Fürstenwalde - 14 février 1985) est un historien et philologue allemand, spécialiste de l'Antiquité.

## Œuvres
- Der Codex Fuldensis und der Codex E. des Ammianus Marcellinus. Zur Frage der handschriftlichen Überlieferung des Werkes des letzten römischen Geschichtsschreibers, Berlin : Akademie Verlag, 1962
- Soziale Fragen der spätrömischen Kaiserzeit im Spiegel des Theodosianus, Berlin : Akademie Verlag, 1963
- (la + de) Ammianus Marcellinus : Römische Geschichte (avec commentaires de Wolfgang Seyfarth), 4 vol. Berlin : Akademie Verlag, Berlin, 1968–1971
- Römische Geschichte. Kaiserzeit, 2 vol., Berlin : Akademie Verlag, 1974